# Barentsrådet
Barentsrådet (Barents Euro-Arctic Council, BEAC) är ett internationellt samarbete mellan regionala förvaltningar i Barentsregionen. Tillsammans med Barents regionkommitté (Barents Regional Committee, BRC) utgör rådet vad som brukar omtalas som Barentssamarbetet.
Barentsrådet lanserades 1993, då Danmark, Finland, Island, Norge, Ryska federationen, Sverige och EU-kommissionen vid en utrikesministerkonferens i Kirkenes undertecknade den så kallade Kirkenesdeklarationen som etablerade Barents euro-arktiska råd (Barentsrådet). Samtidigt undertecknade regionens landshövdingar, guvernörer och motsvarande, tillsammans med representanter för regionens urfolk, ett protokoll som etablerade Barents regionkommitté (BRC).

## Nationell och regional nivå
Barentssamarbetet genomförs parallellt på de två nivåer: BEAC är forum för det mellanstatliga samarbetet, medan BRC är forum för samarbete mellan medlemsländernas 13 nordliga regioner (län eller motsvarande). De svenska län som ingår i BRC är Norrbotten och Västerbotten. Från Norge ingår Nordland, Troms och Finnmark fylken, från Finland ingår Lappland, Norra Österbotten och Kajanaland och från Ryssland ingår Murmansk och Arkhangelsk oblast, Karelska republiken och delrepubliken Komi samt det autonoma området Nenets. Tillsammans bildar dessa områden den så kallade Barentsregionen. Cirka två tredjedelar av Barentsregionen ligger i Ryssland.

## Arbetsformer
Samarbetet genomförs i ett antal arbetsgrupper under BEAC respektive BRC men också i arbetsgrupper gemensamma för båda nivåerna. Verksamheten sträcker sig, i stort sett över alla samhällsområden, till exempel ekonomi, energi, hälsa, kultur, miljö och urfolksfrågor. Arbetsgruppen för urfolken har en rådgivande roll och samarbetar nära med både BEAC och BRC.
Ordförandeskapet i Barentsrådet roterar mellan de länder och län som geografiskt ingår i samarbetet. Överlämningen av ordförandeskapet sker vid ett möte (i oktober) mellan medlemsländernas utrikesministrar. Även på regional nivå växlar ordförandeskapet vid samma tidpunkter.
Ordförandeskapet har roterat på följande vis:
- 2007–2009 Ryssland
- 2009–2011 Sverige
- 2011–2013 Norge
- 2013–2015 Finland
- 2015–2017 Ryssland
- 2017–2019 Sverige
- 2019–2021 Norge
- 2021–2023 Finland